# Temporada de tifones del Pacífico de 2004
La temporada de tifones del Pacífico de 2004 fue un evento en el cual ciclones tropicales se forman en el océano Pacífico oeste. La temporada permaneció activo durante 2004 con mayor frecuencia entre mayo y noviembre. El enfoque de este artículo está limitado para el océano Pacífico al norte del ecuador entre el meridiano 100° este y el meridiano 180°. 
Dentro del océano Pacífico noroccidental, hay dos agencias quienes de forma separada asignan nombres a los ciclones tropicales de los cuales resultan en un ciclón con dos nombres. La Agencia Meteorológica de Japón nombra un ciclón tropical en el que se basarían en la velocidad de vientos sostenidos en 10 minutos de al menos 65 km/h, en cualquier área de la cuenca. Mientras que el Servicio de Administración Atmosférica, Geofísica y Astronómica de Filipinas (PAGASA) asigna nombres a los ciclones tropicales los cuales se mueven dentro o forma de una depresión tropical en el área de responsabilidad localizados entre 135° E y 115° E y también entre 5°-25° N, sí el ciclón haya tenido un nombre asignado por la Agencia Meteorológica de Japón. Las depresiones tropicales, que son monitoreadas por el Centro Conjunto de Advertencia de Tifones de Estados Unidos, son numerados agregándoles el sufijo "W".

## Ciclones tropicales

### Depresión tropical Uno-W (Ambó)
Se desarrolló el 10 de febrero al oeste de Chuuk. Rastreaba hacia el oeste, organizándose lentamente debido a la persistente cizalladura vertical del viento. El 13 y 14 de febrero, la depresión ejecutó un bucle en sentido horario. Cuando la tormenta giró hacia el suroeste, la cizalladura del viento la superó y el ciclón se disipó el 19 de febrero. Los remanentes de la depresión tropical Ambó se disiparon, afectando a Luzón al traer inundaciones repentinas y fuertes lluvias el 20 de febrero hasta el 22 de febrero.

### Depresión tropical Dos-W (Butchoy)
El canal casi ecuatorial generó una perturbación tropical al este de Filipinas a fines del 13 de marzo. Se movió rápidamente hacia el noroeste y se convirtió en una depresión tropical en las horas de la tarde del día siguiente. Debido a las aguas cálidas y la convección moderada, se intensificó rápidamente, con un breve giro hacia el suroeste. El 17 de marzo, alcanzó la intensidad máxima como tormenta tropical, con la PAGASA nombrándolo como Butchoy. El sistema se debilitó rápidamente el 19 de marzo, justo antes de que la tormenta estuviera a punto de golpear a Filipinas. Un canal débil lo llevó hacia el norte, donde el aire seco y el corte vertical hicieron que se disipara el 23 de marzo.

### Tormenta tropical Noru
La tormenta final de la temporada, Noru, se formó el 17 de diciembre al este-sureste de Saipán. Después de convertirse en tormenta tropical el 18 de diciembre, Noru se movió hacia el noroeste, donde alcanzó su punto máximo con vientos de 55 knt (65 mph). Noru giró hacia el noreste y se convirtió en extratropical el 21 de diciembre. Noru es la palabra coreana para el corzo.
Entre el 19 y el 20 de diciembre, Noru trajo fuertes vientos y fuertes lluvias al norte de las Islas Marianas. Más de 182 mm (7,2 pulgadas) cayeron sobre Saipán, lo que resultó en inundaciones aisladas. Los vientos soplaron hasta 95 kilómetros por hora (59 mph) pero la tormenta causó poco o ningún daño por el viento. No se produjeron daños estructurales debido a Noru.

## Nombres de los ciclones tropicales
Dentro del océano Pacífico noroccidental, ambos la JMA y PAGASA asigna nombres a los ciclones tropicales que se forman en el Pacífico occidental, los cuales resultan en un ciclón tropical con dos nombres. El Centro Meteorológico Regional Especializado de la Agencia Meteorológica de Japón - Typhoon Center asigna nombres internacionales a ciclones tropicales en nombre del comité de tifones de la Organización Meteorológica Mundial, deben de ser revisados si tienen una velocidad de vientos sostenidas en 10 minutos de 65 km/h. Los nombres de ciclones tropicales muy destructivos son retirados, por PAGASA y el Comité de Tifones. En caso de que la lista de nombres para la región filipina se agote, los nombres serán tomados de una lista auxiliar en el cual los primeros diez son publicados en cada temporada. Los nombres no usados están marcados con gris y los nombres en negrita son de las tormentas formadas.

### Nombres internacionales
Los ciclones tropicales son nombrados de la siguiente lista del Centro Meteorológico Regional Especializado en Tokio, una vez que alcanzan la fuerza de tormenta tropical. Los nombres son aportados por miembros de la ESCAP/WMO Typhoon Committee. Cada miembro de las 14 naciones o territorios contribuyen con 10 nombres, que se usan en orden alfabético, por el nombre del país en inglés (por ejemplo; China, Estados Federados de Micronesia, Japón, Corea del Sur, Estados Unidos, etc.). Los siguientes 29 nombres en la lista de nombres se enumeran aquí junto con su designación numérica internacional.
| Sudal | Nida | Omais  | Conson | Chanthu | Dianmu | Mindulle | Tingting | Kompasu  | Namtheun | Malou  | Meranti  | Rananim | Malakas | Megi |
| Chaba | Aere | Songda | Sarika | Haima   | Meari  | Ma-on    | Tokage   | Nock-ten | Muifa    | Merbok | Nanmadol | Talas   | Noru    |      |

### Filipinas
| Ambo                        | Butchoy          | Cosme             | Dindo             | Enteng            |
| Frank                       | Gener            | Helen             | Igme              | Julian            |
| Karen                       | Lawin            | Marce             | Nina              | Ofel              |
| Pablo                       | Quinta           | Rolly             | Siony             | Tonyo             |
| Unding                      | Violeta          | Winnie            | Yoyong            | Zosimo            |
| Lista de nombres auxiliares |                  |                   |                   |                   |
| Alakdam (sin usar)          | Baldo (sin usar) | Clara (sin usar)  | Dencio (sin usar) | Estong (sin usar) |
| Felipe (sin usar)           | Gardo (sin usar) | Heling (sin usar) | Ismael (sin usar) | Julio (sin usar)  |

La PAGASA usa sus propios nombres para los ciclones tropicales en su área de responsabilidad. Ellos asignan nombres a las depresiones tropicales que se formen dentro de su área de responsabilidad y otro ciclón tropical que se mueva dentro de su área de responsabilidad. En caso de que la lista de nombres dadas a un año sean insuficientes, los nombres de la lista auxiliar serían tomados, los primeros diez de los cuales son publicados cada año antes que la temporada empiece. Los nombres no retirados serán usados en la temporada del 2008. Los nombres no usados están marcados con gris.

### Nombres retirados
Los nombres Sudal, Tingting y Rananim fueron retirados por el ESCAP/WMO Typhoon Committee. Los nombres Mirinae, Lionrock y Fanapi (que luego fue retirado y reemplazado por Rai) fueron elegidos para reemplazar a Sudal, Tingting y Rananim, respectivamente.